# Maupo Msowoya
Maupo Msowoya (Lilongué, 14 de maio de 1982) é um futebolista malauiano que atua como defensor.

## Carreira
Maupo Msowoya representou o elenco da Seleção Malauiana de Futebol no Campeonato Africano das Nações de 2010.